# Carlos Casimiro
Carlos Rafael Casimiro (nacido el 8 de noviembre de 1976 en San Pedro de Macorís) es un ex bateador designado dominicano que jugó en las Grandes Ligas de Béisbol en dos partidos para los Orioles de Baltimore. Firmado por los Orioles como amateur el 15 de abril de 1994, Casimiro terminó con promedio de .125, 1 hit, 1 doble, 3 carreras impulsadas y se ponchó en dos ocasiones en 8 veces al bate. Fue liberado por los Orioles el 1 de noviembre de 2000.